# Рас ел Хур
Рас ел Хур (арап. رأس الخور) је мочвара резерват за животиње на територији Дубаија, УАЕ, чувен по великом броју птица селица које сваке године током миграција свраћају у ову мочвару. У њој се могу наћи многе птице, зглавкари, ситни сисари и рибе.

## Одлике
Резерват Рас ел Хур представља својеврсну енклаву дивљине окружену густим саобраћајем и наглим ширењем урбане инфраструктуре. Смештен баш као што му име на арапском каже - на рту окруженом водом, он је један од ретких урбаних заштићених подручја на свету.
Општина Дубаи је предузела велике напоре да заштити и очува биодиверзитет у овом осетљивом екосистему. Мочвара је ограђена и три птичја скровишта су изграђена. Ова скровишта су први корак ка развоју модернијих просторија за образовање посетилаца у заштићеном подручју. Пројектни биро Светске Фондације за Природу сарађује са Одељењем за животну средину општине Дубаи, како би поставили објекте који су под покровитељством Народне банке Дубаија.
Могућности за уживањем у природном окружењу у овом брзо развијајућем емирату су толико ограничене, да отварање Рас ел Хура за посетиоце представља благодет садашњим и потенцијалним љубитељима природе.
Тренутно постоје три осматрачнице за птице које се налазе на ивицама резервата, а отворене су за јавност. Улаз је слободан, а раде од 9:00 до 16:00 часова од суботе до четвртка.
Рас ел Хур је такође дом станиште око 500 јединки ружичастог фламинга (Phoenicopterus roseus), које су постале нека врста маскоте Програма заштите дивљине у Дубаију.

## Фауна
Међу редовне посетиоце резервата убрајају се:
- чворак (Gracupica contra),
- властелица (Himantopus himantopus),
- Merops persicus,
- велика чигра (Hydroprogne caspia),
- жутоглава плиска (Motacilla citreola),
- кривокљуни спрудник (Tringa nebularia),
- пупавац (Upupa epops),
- водомар (Alcedo atthis),
- полојка (Actitis hypoleucos),
- барска шљука (Gallinago gallinago),
- велика царска шљука (Numenius arquata),
- црнотрба спрутка (Calidris alpina),
- еја мочварица (Circus aeruginosus),
- црни галеб (Larus marinus),
- велика бела чапља (Ardea alba),
- ружичасти фламинго (Phoenicopterus roseus),
- сива чапља (Ardea cinerea),
- сребрни вивак (Pluvialis squatarola),
- индијски паун (Pavo cristatus),
- индијска модроврана (Coracias benghalensis),
- чапљица (Ixobrychus minutus),
- зелена пчеларица (Merops orientalis),
- дивља патка (Anas platyrhynchos),
- орао рибар (Pandion haliaetus),
- сабљарка (Recurvirostra avosetta),
- индијски булбул (Pycnonotus cafer),
- црвенолики вивак (Vanellus indicus),
- шљука камењарка (Arenaria interpres),
- бела спрутка (Calidris alba),
- бронзани вранац (Phalacrocorax nigrogularis),
- црна чапља (Egretta gularis),
- бела плиска (Motacilla alba),
- белоухи булбул (Pycnonotus leucotis)
- жутокљуна рода (Mycteria ibis).

## Галерија
- Gracupica contra
- Himantopus himantopus
- Merops persicus
- Hydroprogne caspia
- Motacilla citreola
- Tringa nebularia
- Upupa epops
- Alcedo atthis
- Actitis hypoleucos
- Gallinago gallinago
- Numenius arquata
- Calidris alpina
- Circus aeruginosus
- Larus marinus
- Ardea alba
- Phoenicopterus roseus
- Ardea cinerea
- Pluvialis squatarola
- Coracias benghalensis
- Ixobrychus minutus
- Merops orientalis
- Anas platyrhynchos
- Pandion haliaetus
- Recurvirostra avosetta
- Pycnonotus cafer
- Vanellus indicus
- Arenaria interpres
- Calidris alba
- Phalacrocorax nigrogularis
- Egretta gularis
- Motacilla alba
- Pycnonotus leucotis
- Mycteria ibis